# 울산 동구의 향토문화재
울산 동구의 향토문화재는 다음 각 호의 어느 하나에 해당하는 것을 말한다.
1. 「문화재보호법」 및 「울산광역시 문화재보호 조례」에 따라 지정되지 않은 것으로 울산광역시 동구의 역사·문화·예술적 가치가 있는 것과 이에 준하는 유·무형의 자료
2. 향토문화발전을 위해 보존할 가치가 있는 건조물, 서적, 고문서, 조각, 공예품, 민속자료, 명승지 등 유형의 문화적 유산
3. 향토문화, 토속, 풍속을 연구하는데 필요한 연극, 음악, 무용, 공예기술, 의식, 음식제조 등의 무형의 문화적 소산
4. 그 밖에 울산광역시 동구청장이 제5조에 따라 위원회의 심의를 거쳐 보존·관리가 필요하다고 인정하는 것

## 지정 목록
| 번호 | 그림 | 명칭                                            | 소재지                        | 관리단체 | 지정일자                                     | 비고 |
| ---- | ---- | ----------------------------------------------- | ----------------------------- | -------- | -------------------------------------------- | ---- |
| 1호  |      | 서인충 장군 묘소 (徐仁忠 將軍 墓所)             | 울산 동구 동부동 산127        | 문중     | 2018년 3월 2일 지정, 2019년 4월 4일 번호변경 |      |
| 2호  |      | 망조대 (望潮臺)                                 | 울산 동구 동부동 312          | 문중     | 2018년 3월 2일 지정, 2019년 4월 4일 번호변경 |      |
| 3호  |      | 서진문 선생 묘소 (徐鎭文 先生 墓碑)             | 울산 동구 화정동 846-12       | 문중     | 2018년 3월 2일 지정, 2019년 4월 4일 번호변경 |      |
| 4호  |      | 성세빈 선생 송덕비 (成世斌 先生 頌德碑)         | 울산 동구 일산진11길 197      | 문중     | 2018년 3월 2일 지정                          |      |
| 5호  |      | 이종산 선생 공덕비 (李鐘山 先生 功德碑)         | 울산 동구 등대로 110          | 동구청   | 2018년 3월 2일 지정, 2019년 4월 4일 번호변경 |      |
| 6호  |      | 낙화암 쌍바위                                   | 울산 동구 일산동 903-7        | 동구청   | 2018년 3월 2일 지정, 2019년 4월 4일 번호변경 |      |
| 7호  |      | 불당골 마애여래입상 (佛堂골 磨崖如來立像)       | 울산 동구 서부동 산30         | 동구청   | 2018년 3월 2일 지정, 2019년 4월 4일 번호변경 |      |
| 8호  |      | 월성이씨 열행비 (月城 李氏 烈行碑)              | 울산 동구 방어진순환도로 1170 | 동구청   | 2018년 3월 2일 지정, 2019년 4월 4일 번호변경 |      |
| 9호  |      | 감목관 황경 영세불망비 (監牧官 黃褧 永世不忘碑) | 울산 동구 서부동 676-1        | 동구청   | 2018년 3월 2일 지정, 2019년 4월 4일 번호변경 |      |
| 10호 |      | 남목 목관비 (南牧 牧官碑)                       | 울산 동구 남목9길 13          | 동구청   | 2018년 3월 2일 지정, 2019년 4월 4일 번호변경 |      |
| 11호 |      | 방어진산성 (方魚津山城)                         | 울산 동구 전하동 산148        | 동구청   | 2018년 3월 2일 지정, 2019년 4월 4일 번호변경 |      |
| 12호 |      | 방파제축조기념비 (防波堤築造記念碑)             | 울산 동구 방어동 850-1        | 동구청   | 2018년 3월 2일 지정, 2019년 4월 4일 번호변경 |      |